# San Andrés Tomatlán
El Pueblo de San Andrés Tomatlán es uno de los dieciséis pueblos originarios dentro de la delegación Iztapalapa, en el Distrito Federal (México). Se localiza en el poniente de esa demarcación, en el límite con Coyoacán.

## Localización
Se localiza entre la Colonia Fuego Nuevo, Canal Nacional y su territorio quedó dividido por Avenida Tláhuac; colinda con el Pueblo de Santa María Tomatlán, Pueblo Culhuacán, y Lomas Estrella 1@, y 2@ secciones, y al oeste, con el Pueblo San Francisco Culhuacán, de la alcaldía Coyoacán.

## Festividades
La Fiesta Patronal se celebra el 30 de noviembre, que se lleva a cabo por el Martirio del Apóstol San Andrés. 
Por la noche se dan mañanitas en el interior de la Parroquia, y el día 30, los mayordomos organizan una celebración con cohetes, comida, baile,  fuegos pirotécnicos y participan varios grupos culturales.
La Fiesta Principal se deja para el siguiente fin de semana y a los 8 días se hace la Fiesta de Octava. (En dado caso que llegue a tocar en el respectivo año) 
El barrio de San Andrés también tiene otras festividades dignas de mencionarse tales como la fiesta de la parroquia de Nuestra Señora del Perpetuo Socorro y sus celebraciones de las peregrinaciones como el señor de chalma y la Virgen de Guadalupe y  de sus Carnaval, donde salen las comparsas: "Las locas y  furiosas de San Andrés tomatlan" "El Fuerte de San Andrés" y " LaUnión"
Cabe señalar también, que con la línea 12 del metro, llegar a San Andrés Tomatlán es muy fácil, ya que existe una estación precisamente con este nombre y que te lleva hasta el corazón de este barrio, a escasos 200 metros de su parroquia.  
- Datos: Q6118303